# Васитодининграт
Васитодиниграт (индон. Wasitodiningrat; 17 марта 1909 года, Джокьякарта, остров Ява, Голландская Ост-Индия — 30 августа 2007 года, Джокьякарта, остров Ява, Индонезия; известный также как Васитодипуро и Чокровасито) — один из уважаемых исполнителей на яванском гамелане. Он играл на гамелане во дворце «Паку-Аламан» и на радио «Radio Republik Indonesia» в городе Джокьякарта и обучал игре на гамелане в университетах по всему миру. Он был известен также как композитор и исполнитель на ребабе. Предсмертное имя Васитодиниграта — Канджен Панеран Харьё Нотопороджо.
9 марта 2004 года он был награждён музыкальной премией Индонезии «Нуграха-Бхакти».

## Имя
Официальное имя Васитодининграта менялось несколько раз, из-за почестей, полученных им при жизни. Он родился в Джокьякарте, в Центральной Яве под именем Васи Джолодоро. В первый раз он назывался как Чокровасито и был известен под именем Пак Чокро. Когда он стал профессиональным музыкантом, он получил почётное имя Ки Чокровасито (Ки — неофициальный титул уважения). В 1960-е годы дворец Паку-Аламан удостоил его имени К. Р. Т. Васитодипуро или «Васито дворца» и уважительное дополнение к имени К. Р. Т. — Канджен Раден Туменгун. Позднее, он получил имя К. Р. Т. Васитодиниграт — «Васито мира». В 2001 году он был официально признан сыном Паку Аламана VII. После чего он получил титул, подобный принцу — К. П. Х. Нотопроджо, где К, П. Х. — Канжден Паненран Харьё, которое он носил до самой своей смерти.

## Избранные работы
- Ладранг: Шри-Духито (композиция была включена в список шедевров компьютерной игры Sid Meier’s Civilization V: Brave New World[1]), Арголагу, Аргопени, Дупара, Дви-Рочана, Джати-Айш, Пурнама-Сиди, Манджила, Ронда-Малам, Сренгара, Сука-Багья, Вестминстер (мелодия Лараса Сумбаги).